# Załęcze (województwo zachodniopomorskie)
Załęcze – osada w Polsce położona w województwie zachodniopomorskim, w powiecie stargardzkim, w gminie Stara Dąbrowa.
Stanowi odrębne sołectwo.